# Иван Печев
Иван Николов Печев е оператор в киното, пазач на Светия синод. Потомък на Ботевия род.

## Биография
Роден е на 19 декември 1926 г. в София, България.
Прабаба му е сестра на даскал Ботьо Петков, а дядо му Христо Печев е първи братовчед на Христо Ботев.
През 1948 г. започва работа в кинематографията. В Националната библиотека открива латински текст на Българска царска грамота от 1343 г. на цар Иван Стефан, но грамотата му не е призната и остава 10 години без работа.
В края на живота си иска да докаже, че кръвен потомък на Христо Ботев.
Умира на 26 ноември 2016 г. в София.